# Strada europea E117
La strada europea E117 è una strada di classe A, con andamento Nord-Sud.
In particolare la E117 collega la città russa di Mineral'nye Vody con la località armena di Meghri (vicino al confine iraniano), con un percorso lungo 1050km attraverso Russia, Georgia ed Armenia.

## Percorso
La strada tocca sia la capitale georgiana Tbilisi sia quella armena Erevan. Di seguito sono riportate le specifiche numerazioni nazionali della E117 e le località principali toccate.

### Russia
Fino a Beslan, la strada condivide il tracciato della E50.
- [M 29] Mineral'nye Vody – Pjatigorsk - Baksan - Nal'čik – Beslan
- [A 301] Beslan - Vladikavkaz

### Georgia
In territorio georgiano, la strada segue il tracciato storico della strada militare georgiana.
- [M 3] Stepantsminda - Gudauri - Mtskheta
- [M 1] Mtskheta - Tbilisi
- [M 6] Tbilisi - Marneuli - Bolnisi

### Armenia
- А328
- А330 Vanadzor
- М24 Dilijan, Erevan
- А325
- А332
- А317 Goris
- Kajaran, Meghri